# Magdalena Ruiz de Elvira Zubizarreta
Magdalena Ruiz de Elvira Zubizarreta, conocida como Malen Ruiz de Elvira, es una periodista científica que ha divulgado en los más importantes diarios de España y ha estado al frente del suplemento Futuro de El País. Ha escrito numerosos artículos sobre ciencia y tecnología, ambiente, y medicina, y ha escrito sobre temas como la catástrofe de Chernóbil, el sida, o la clonación de la oveja Dolly. 
Estudió Ingeniería Superior de Telecomunicaciones y Periodismo.
Recibió el premio CSIC de Periodismo Científico en 1987.